# Dinogorgon
Dinogorgon (en griego "terrible gorgona") es un género extinto de gorgonópsidos que vivió durante el Pérmico en la actual zona de Sudáfrica. Dinogorgon era un depredador de reptiles y otros terápsidos de menor tamaño. Sus parientes más cercanos son Lycaenops y, posiblemente, Gorgonops. Al igual que otros gorgonópsidos más pequeños, Dinogorgon desapareció antes o durante la extinción masiva del Pérmico-Triásico. El género fue descrito por primera vez por Robert Broom en 1936. Carroll lo asignó a la familia Gorgonopsidae en 1988.

## Galería

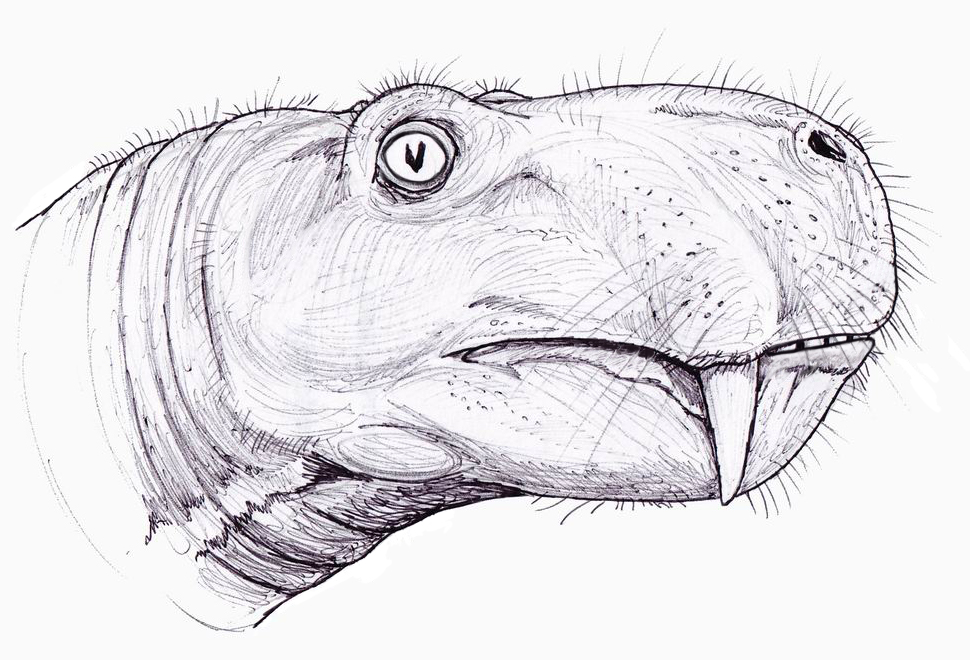